# Bittern (Schiff, 1938)
HMS Bittern (L07) war eine Sloop, die als drittes Schiff ihrer Klasse am 15. März 1938 von der Royal Navy übernommen wurde. Sie war aber das erste, das auch als Langstrecken-Geleitschiff fertiggestellt wurde.

Den Namen Bittern (dt. Dommel) eines Reiher-ähnlichen Vogels sollte schon das erste Schiff dieser Klasse erhalten, das aber als Yacht für die Admiralität fertiggestellt wurde und bei der Taufe am 21. Oktober 1934 den Namen des Vorgängerschiffes, Enchantress, erhielt. Das zweite Schiff der Klasse wurde als unbewaffnetes Vermessungsschiff Stork fertiggestellt.
Die als sechste Bittern der Navy 1938 fertiggestellte Sloop wurde ausgiebig getestet, zumal der Typ einige neuartige Ausrüstungen hatte. Neben einer Flak-Bewaffnung wie ein Kreuzer, ließ die Admiralität die kleinen Schiffe mit neuartigen Stabilisatoren der Bauart Denny-Brown ausrüsten, die die Zielgenauigkeit der Waffen erhöhen sollte.
Die Sloop wurde ging schon früh im Zweiten Weltkrieg am 30. April 1940 vor Namsos in Norwegen verloren. Für ihre Einsätze wurde die Bittern mit der Battle Honour Norway 1940 ausgezeichnet.

## Geschichte des Schiffs
Die im März 1938 abgelieferte Bittern war zwar das dritte Schiff der seit 1934 beschafften Klasse. Die Sloop wurde von der Royal Navy am 26. Mai 1936 bei der Werft J. Samuel White in Cowes auf der Isle of Wight bestellt. Der Bau des zum Haushalt 1935 gehörigen Schiffes begann am 27. August 1936, Stapellauf und Taufe erfolgten am 14. Juli 1937. Sie war aber das erste, das auch wie geplant als Langstrecken-Geleitschiff fertiggestellt wurde.
Das o. g. Typschiff Bittern der neuen Klasse war im April 1935 als Yacht Enchantress für die Admiralität von John Brown & Company fertiggestellt worden. Das zweite Schiff der Klasse, die von William Denny & Brothers in Dumbarton gebaute Stork, wurde im September 1936 als unbewaffnetes Vermessungsschiff in Dienst genommen und blieb in dieser Funktion bis in das Jahr 1939 im Fernen Osten und den Malayischen Gewässern im Einsatz.
So wurde das letzte Schiff der Klasse das eigentliche Typschiff der nur drei Sloops umfassenden Klasse. Sie erhielt die geplanten drei 102-mm-Zwillings-Fla-Geschütze. Dazu kamen vier 47-mm-3pdr-Hotchkiss von zweifelhaften Gefechtswert, ein schweres Vierfach-12,7-mm-Vickers-Flugzeugabwehr-Maschinengewehr und fünfzehn Wasserbomben. Um für den Einsatz in der Luftabwehr eine stabilere Plattform zu sein,
wurden die Schiffe der Klasse mit Stabilisatoren der Bauart Denny-Brown ausgerüstet und die Bittern erhielt zuerst ein neues High Angle Control System (HACS), um die Trefferwahrscheinlichkeit bei der Luftabwehr zu erhöhen.
Nach umfangreichen Tests mit dem neuen Schiff kam die HMS Bittern Anfang 1939 zur 1st Anti-submarine Flotilla in Portland, deren Luftabwehrfähigkeiten sie wesentlich verstärkte.

### Einsätze
Nach dem umfangreichen Erprobungsprogramm des dritten fertiggestellten Schiffs der Klasse, das erstmals auch als Sloop fertiggestellt wurde, kam die Bittern im Januar 1939 als Flottillenführer zu der vorgenannten 1st Anti-Submarine Flotilla in Portland, die zum Portsmouth Command gehörte. Kurz vor Kriegsausbruch gehörten im Sommer 1939 zu dieser Ausbildungs-Einheit auch noch drei alte Zerstörer der V- und W-Klasse, mit Vanquisher, Walker und Walpole , sechs Patrol Vessel der Kingfisher-Klasse sowie fünf U-Boot-Jäger vom Trawler-Typ.
Diese Einheit wurde bei Kriegsbeginn aufgelöst und bildete andere Einheiten bzw. wurde verteilt. Die Bittern kam zur Rosyth Escort Force, der mit Wallace, Whitley und Valorous drei zu Geleitbooten vom WAIR-Typ umgebaute ältere Zerstörer sowie noch vier weitere Sloops angehörten. Die Fahrzeuge der Escort Force bildeten die Sicherung der Küsten- und Norwegen-Konvois, wurden aber schon bald nach Kriegsbeginn in vier Einsatzgruppen umgegliedert. Bittern wurde das Führungsschiff der Group 2, zu der noch die Sloop Enchantress und der Zerstörer Brooke gehörten. In dieser Einheit und dem Einsatzgebiet verblieb die Sloop bis zum Frühjahr 1940.

### Einsatz vor Norwegen und Verlust

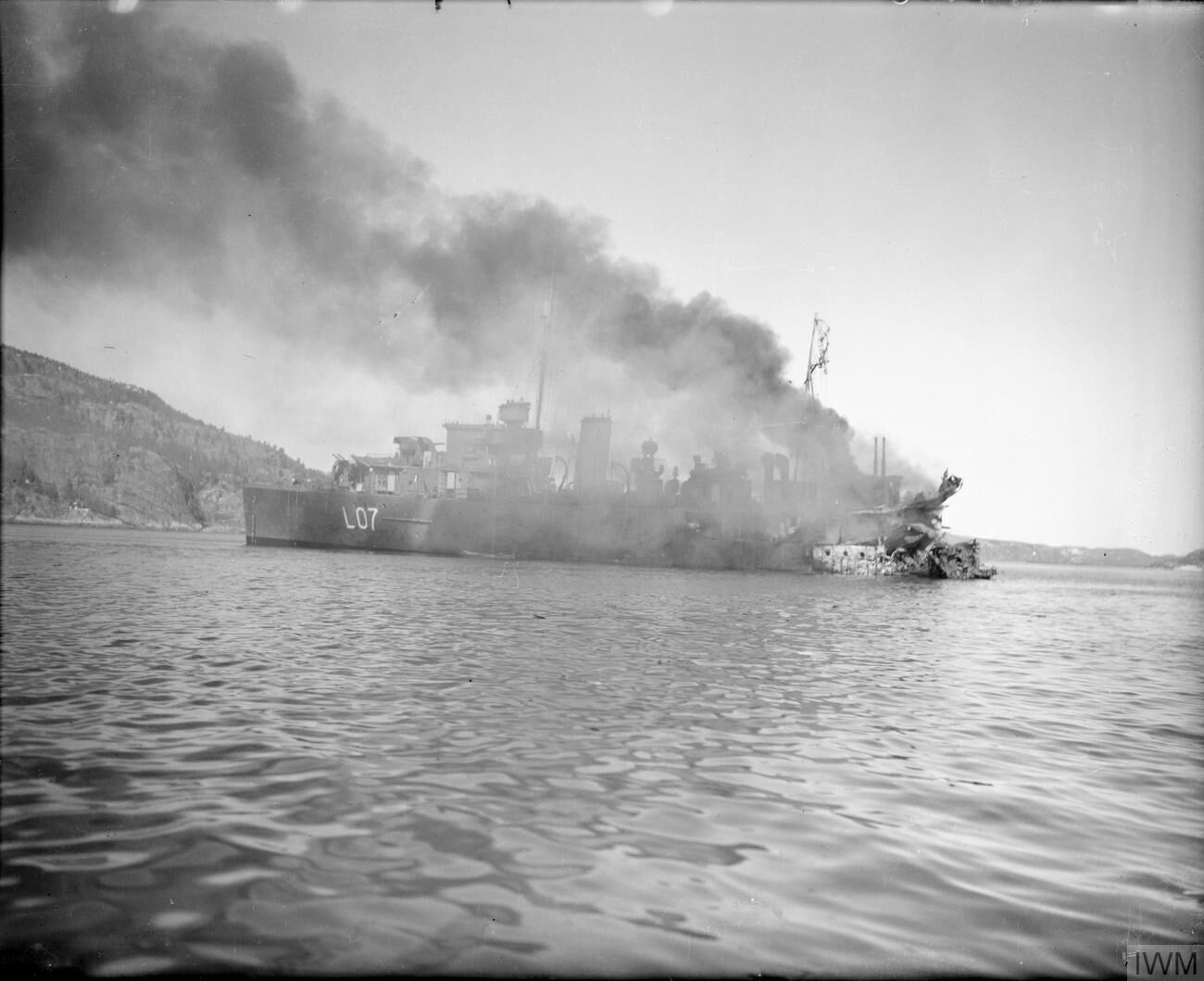
Die brennende Sloop und ihr zerbombtes Heck

Am 8. April 1940 wurde die Sloop der Home Fleet zugeteilt, um ihre Luftverteidigung beim geplanten Einsatz vor Norwegen zu verstärken. Der die Briten überraschende Angriff der Deutschen auf Dänemark und Norwegen (Unternehmen Weserübung) zwang die Briten zu neuen Planungen. Die Sloops Black Swan, Flamingo, Auckland und Bittern sollten 700 Mann Voraustruppen ab dem 14. nach Norwegen transportieren. Sie nahmen Royal Marines und unterstützende Heereseinheiten an Bord und am 15. lief die Bittern mit der Black Swan Åndalsnes südlich von Drontheim an, wo sie am 17. kleine Einheiten an Land setzten und dann auch noch Ålesund anliefen.
Anschließend ging die Bittern nach Norden, um ab dem 18. bei Namsos zusammen mit dem Flakkreuzer Carlisle die Luftverteidigung der dort gelandeten alliierten Truppen zu verstärken. Am 25. wechselte die Sloop nach Åndalsnes, um dort die gleichen Aufgaben zu übernehmen. Dort wurden seit dem 21. alliierte Nachschubtransporte für Andalsnes und Molde angelandet, deren Schutz durch die Flakkreuzer Carlisle und Curacao sowie die Sloops Black Swan, Flamingo und Fleetwood erfolgte.
Die Alliierten konnten weder Truppen noch Material in ausreichender Menge anlanden, noch war von den gewählten Landungsorten ein schneller Vormarsch möglich, sodass am 30. April 1940 der Rückzug der Sickle-Force erfolgte, Die Bittern beteiligte sich als Luftabwehrschiff an der Evakuierung der Maurice-Force aus Namsos. Bei deutschen Luftangriffen wurde sie von Ju 87-Stukas der I./StG.1 schwer am Heck beschädigt. Das brennende Schiff wurde geräumt und schließlich vom Zerstörer Janus versenkt, nachdem er die letzten Besatzungsmitglieder abgeborgen hatte. Die Versenkung erfolgte, weil man bei einem Abschleppversuch des manövrierunfähigen Schiffes weitere Verluste erwartete und sicherstellen wollte, dass die Bittern nicht in die Hände der Deutschen geriet und sie Erkenntnisse über die modernsten britischen Asdic-Anlagen erhielten. Auf der verlorengegangenen Bittern verloren 20 Mann ihr Leben.
Für ihren Einsatz vor Norwegen wurde die Bittern nachträglich noch mit der Battle Honour Norway 1940 ausgezeichnet.

## Die beiden anderen Sloops der Bittern-Klasse

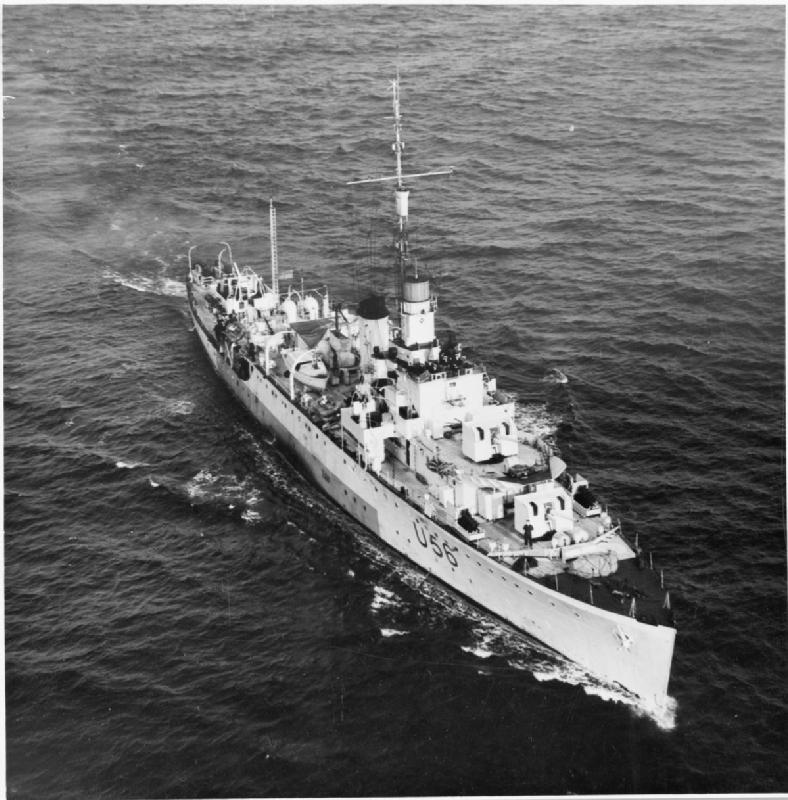
Enchantress 1945
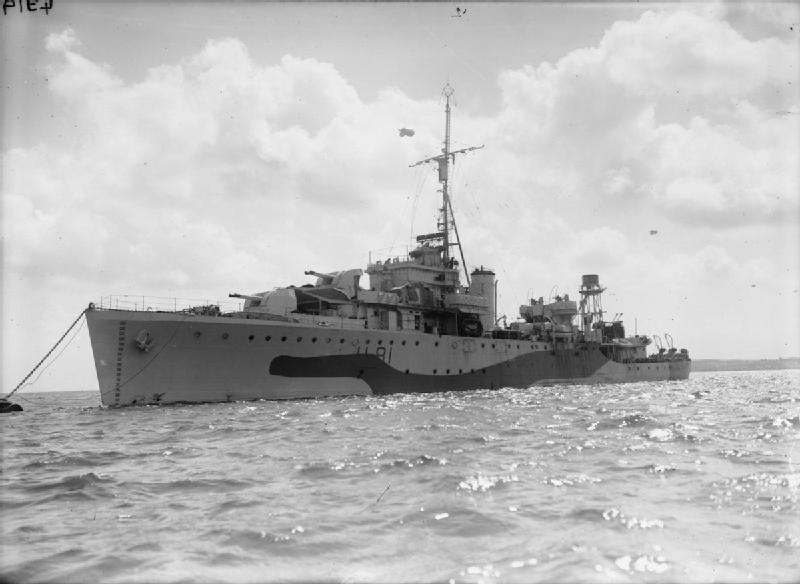
Stork 1943
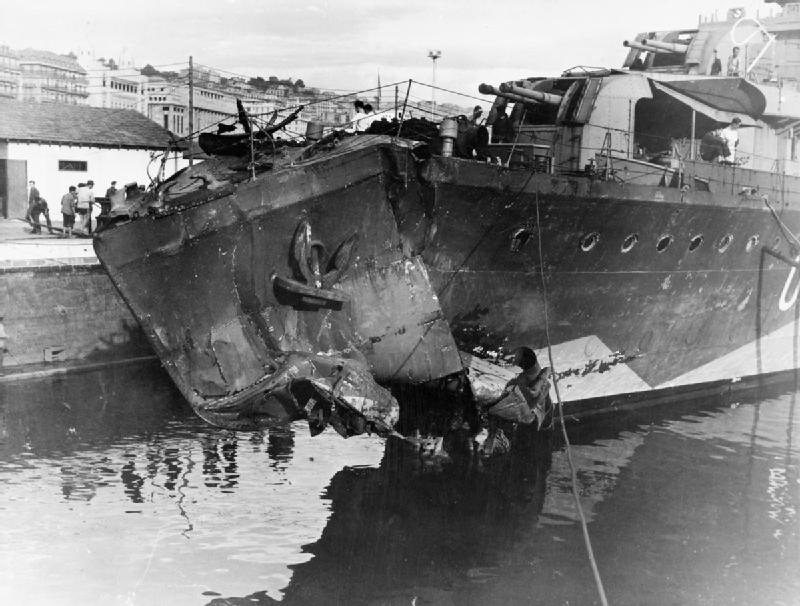
Stork (mit Torpedotreffer 1942)

| Name        | Pennant  | Werft                                         | Kiellegung | Stapellauf | in Dienst  | Schicksal |
| ----------- | -------- | --------------------------------------------- | ---------- | ---------- | ---------- | --- |
| Enchantress | L/U 56   | John Brown & Company Clydebank, BauN°540      | 9.03.1934  | 21.10.1934 | 8.04.1935  | i. D. als Admiralty Yacht, 9.39 bis 6.45 Geleitschiff, Battle Honours Atlantic 1939-45, Mediterranean 1942 und North Africa 1942/43, ab 1946 zivile Nutzung, 1952 Abbruch                                                                                                 |
| Stork       | L/U/F 81 | William Denny & Brothers Dumbarton, BauN°1282 | 19.06.1935 | 21.04.1936 | 10.09.1936 | i. D. als unbewaffnetes Vermessungsschiff, 9.39 bis 9.45 Geleitschiff, Battle Honours Norway 1940, North Sea 1940, Atlantic 1940-44, North Africa 1942 und Normandy 1944, 1.1946 Flaggschiff der Fisheries Protection Squadron, 1948 Reserve, ab 6.1958 Abbruch in Troon. |